# 바스카라 2세

바스카라의 피타고라스 정리 증명.

바스카라(1114-1185) 또는 바스카라차리야(Bhāskarāchārya "Bhāskara, 교사")는 바스카라 1세와의 혼동을 피하기 위해 바스카라 2세라고 불리는 인도인 수학자이자 천문학자이다. 대표적인 저서로 『싯단타 슈로마니』 (सिध्दरंतशिरोमणी, 천체계의 왕관)가 있다. 싯단타 슈로마니에 의하면 바스카라 2세는 인도 바두르에서 태어났다고 추측된다. 이후 인도 우자인의 바하라미라와 브라마굽타에서 살았으며 1185년 우자인에서 사망했다. 바스카라는 천문학자였던 아버지의 영향으로 생애 대부분을 천체 관측 책임자로 보냈으며 틈틈히 수학연구를 하여 수학사에 많은 업적을 남겼다. 바스카라는 마하라슈트라에서 불멸로 기념되는 유일한 고대 수학자이다. 마하라슈트라의 한 사원에 있는 바스카라의 손자 캉가데바(Cangadeva)가 만든 것으로 추정되는 비문에는 바스카라차리아의 이전 몇 세대와 이후 2세대에 걸친 조상의 혈통이 나열되어 있다.
힌두교의 데샤스타 브라만 학자, 수학자, 천문학자 집안에서 태어난 바스카라 2세는 고대 인도의 주요 수학 중심지인 우자인에 있는 천문대의 지도자였다. 바스카라와 그 연구들은 12세기 수학과 천문학 지식에 상당한 기여를 해 그는 중세 인도에서 가장 위대한 수학자라 불린다. 그의 주요 저서인 싯단타-슈로마니는 때때로 독립적인 연구라고 생각되는 릴라바티, 비자가니타, 그라하가니타 및 골라댜야의 4가지 장으로 구분된다.  이 네 부분은 각각 산술, 대수학, 행성의 수학, 구(球)를 다루고 있다. 그는 카라나 카우투할라(Karaṇā Kautūhala)라는 제목의 또 다른 논문도 저술했다.

## 싯단타 슈로마니

### 릴라바티
딸의 이름을 따 이름 지은 첫째 장 릴라바티(pāṭīgaṇita 또는 aṅkagaṇita로도 알려짐)는 277개의 구절로 구성되어 있다. 계산, 진행, 측정, 순열 및 기타 주제를 다루는데, 릴라바티는 시와 같은 아름다운 구절들로 이루어져 있다.

### 비자가니타
두번째 장 비자가니타(Bījagaṇita, 대수학)에는 213개의 절이 있다. 이 장에서는 0과 무한대, 양수와 음수, 펠 방정식을 포함한 불확정 방정식을 꾸따꺼 방법을 사용하여 푸는 것에 대해 설명한다. 특히 바스카라는 {\displaystyle 61x^{2}+1=y^{2}}문제를 풀었는데 , 이 문제는 수세기 뒤에 페르마를 비롯한 그 동시대 유럽인들이 피한 문제이다.

### 그라하가니타
셋째 장 그라하가니타에서 그는 행성의 운동을 다루면서 행성의 순간 속도를 고찰했다.  그는 근사값에 도달했다. 이 3장은 451절로 구성되어 있다.
{\displaystyle \sin y'-\sin y\approx (y'-y)\cos y} for {\displaystyle y'} close to {\displaystyle y}, 또는 현대 표기법:
{\displaystyle {\frac {d}{dy}}\sin y=\cos y} .
이 결과는 먼절라카리아 머나삼(Muñjalācārya mānasam)이 사인 표의 맥락에서 더 일찍 관찰하였다.

## 수학
수학에 대한 바스카라의 공헌 중 일부는 다음과 같다.
- 동일한 면적을 두 가지 다른 방법으로 계산한 다음 항을 소거하여 a 2 + b 2 = c 2를 얻는 피타고라스 정리의 증명.[8]
- 릴라바티에서 2차, 3차 및 4차 불확정 방정식의 해를 설명.[9]
- 불확정 이차 방정식의 해( ax 2 + b = y 2 유형).
- 선형 및 이차 불확정 방정식의 정수 풀이법(꾸따꺼). 그가 제시한 규칙은 사실상 17세기 르네상스 유럽 수학자들이 제시한 규칙과 동일하다.
- ax 2 + bx + c = y 형식의 불확정 방정식을 푸는 순환 차크라발라 방법. 이 방정식의 해는 전통적으로 1657년의 윌리엄 브롱커의 방법으로 구했지만 윌리엄 브롱커의 방법은 차크라발라 방법보다 더 어렵다.
- 문제 x 2 − ny 2 = 1(소위 " Pell의 방정식 ")의 해를 구하는 첫번째 일반적 방법은 바스카라 2세가 제시했다.[10]
- 61x 2 + 1 = y 2과 같은 2차 디오판틴 방정식의 풀이법. 바로 이 방정식이 1657년 프랑스 수학자 피에르 드 페르마에 의해 문제로 제기되었지만 이 풀이법은 18세기 오일러 시대까지 유럽에서 알려지지 않았다.[9]
- 둘 이상의 미지수가 있는 이차 방정식을 풀고 음수와 무리수 해를 찾았다.
- 수학적 분석의 예비 개념.
- 적분 미적분학에 대한 주목할만한 기여와 극소 미적분의 예비 개념.[11]
- 미분 및 미분 계수의 근사치를 발견한 후 미분학을 구상.
- 롤의 정리는 분석에서 가장 중요한 정리 중 하나인 평균값 정리의 특별한 경우이다. 일반평균값 정리의 흔적은 그의 작업에서도 찾아볼 수 있다.
- 삼각 함수 및 공식의 도함수 계산.
- 싯단타-시로마니에서 다른 삼각법 결과와 함께 구면 삼각법을 개발.

### 산수
- 정의.
- 0의 속성(나누기 및 0이 있는 연산 규칙 포함).
- 음수 및 surds 사용을 포함하여 더 광범위한 수치 작업.
- π의 추정.
- 산술 용어, 곱셈 및 제곱법
- 3의 역 법칙과 3, 5, 7, 9, 11의 규칙
- 이자 및 이자 계산과 관련된 문제
- 불확정 방정식(Kuṭṭaka), 정수 풀이법(1차 및 2차). 이 에 대한 바스카라의 공헌은 특히 중요한데, 바스카라가 제시한 규칙은 17세기 르네상스 시대의 유럽 수학자들의 규칙과 (사실상) 동일하지만, 바스카라의 작업은 12세기의 것이기 때문이다. 바스카라의 해결 방법은 아리아바타와 후속 수학자들의 작업에서 발견된 방법의 개선이었다.

### 대수학
- 양수 및 음수 .
- '알 수 없음'(알 수 없는 양 결정 포함).
- 알 수 없는 양을 결정.
- 거듭제곱근.
- 꾸따꺼(Kuṭṭaka) (불확정 방정식 및 디오판토스 방정식 풀기).
- 간단한 방정식(2차, 3차 및 4차의 불확정).
- 둘 이상의 미지수가 있는 간단한 방정식.
- 불확정 이차 방정식 ( ax 2 + b = y 2 유형).
- 2차, 3차, 4차 불확정 방정식의 해.
- 이차 방정식.
- 둘 이상의 미지수가 있는 이차 방정식.
- 몇 가지 알려지지 않은 제품을 사용한 작업.

### 계산법
- 그의 작업에는 초기 형태의 롤의 정리의 증거가 있다. 롤의 정리의 현대 공식은 다음과 같다. {\displaystyle f\left(a\right)=f\left(b\right)=0}, 그러면 {\displaystyle f'\left(x\right)=0} for some {\displaystyle x} with {\displaystyle \ a<x<b} .
- 그는 다음과 같은 결과를 주었다. {\displaystyle x\approx y} 이면 {\displaystyle \sin(y)-\sin(x)\approx (y-x)\cos(y)}, 그렇게 함으로써 그는 도함수의 개념을 개발한 적이 없음에도 불구하고사인의 도함수를 찾았다.[12]
  - 바스카라는 이 결과를 사용하여 일식 시간을 정확하게 예측하는 데 필요한 양인 황도의 위치 각도를 계산.
- 행성의 순간 운동을 계산할 때, 행성의 연속적인 위치 사이의 시간 간격은 1트루티 또는 a보다 크지 않거나 1⁄33750 초이고, 바스카라의 속도 측정은 이 무한한 시간 단위로 표현되었다.
- 바스카라는 변수가 최대값에 도달하면 그 차이가 사라진다는 것을 알고 있었다.
- 바스카라는 또한 행성이 지구에서 가장 멀거나 가장 가까이 있을 때 중심 방정식(행성이 움직일 것이라고 가정함으로써 예측되는 위치에서 행성이 얼마나 멀리 떨어져 있는지 측정)을 보여주었다. 따라서 그는 어떤 중간 위치에 대해 중심 방정식의 미분이 0과 같다고 결론지었다.  이 결과에는 오늘날 일반적으로 롤의 정리에서 파생되는 분석에서 가장 중요한 정리 중 하나인 일반 평균값 정리의 자취가 있다. 평균값 정리는 나중에 Bhaskara의 Lilavati 에 대한 주석인 Lilavati Bhasya 에서 15세기 Parameshvara 에 의해 발견되었다.

## 천문학
바스카라는 브라마굽타가 7세기에 개발했던 천문학적 모델을 사용하여 천문학적 수치를 정확하게 정의했다. 예를 들면 항성년의 길이, 지구가 태양을 공전하는 데 필요한 시간을 수랴싯단타와 동일하게 약 365.2588일로 정확하게 정의한 것 등이 있다. 현대의 측정값은 365.25636일로, 3.5분의 차이밖에 나지 않는다.
첫 번째 부분의 12개 장은 다음과 같은 주제를 다룬다.
- 행성의 평균 경도
- 행성의 실제 경도
- 일교차의 세 가지 문제 (일주 운동은 지구 주위, 더 정확하게는 두 개의 천구 주위를 도는 별의 겉보기 매일 운동을 나타내는 천문학적 용어이다. 그것은 축을 중심으로 한 지구의 자전으로 인해 발생하므로 모든 별은 분명히 원을 그리며 움직인다. 이를 일주권이라고 한다. )
- 합충
- 월식
- 일식
- 행성의 위도
- 일출 방정식
- 초승달
- 행성들의 합
- 고정 별 과 행성의 결합.
- 해와 달의 진행 경로.

두번째 부분에는 13개 장의 구절이 포함되어 있다. 둘째 장은 아래와 같은 주제를 다룬다.
- 구체 연구 찬사
- 구체의 성질
- 천지학 및 지리학
- 행성 평균 운동
- 행성의 이심률 주전원 모델.
- 혼천의
- 구면 삼각법
- 타원 계산
- 행성의 첫번째 가시성
- 초승달 계산
- 천문 장비
- 계절
- 천문학적 계산 문제.

## 유산
푸네의 바스카라차리아 프라타시타나, 델리의 바스카라차리아 응용과학대학, 간디나가르의 바스카라차리아 우주 응용 및 지리 정보학 연구소를 포함하여 인도의 여러 연구소와 대학이 바스카라의 이름을 따 명명되었다.
1981년 11월 20일, 인도우주연구기구(ISRO)는 수학자이자 천문학자인 바스카라를 기리는 바스카라 II 위성을 발사했다.